# Finał Pucharu Polski w piłce nożnej 1993
Finał Pucharu Polski w piłce nożnej 1993 – mecz piłkarski kończący rozgrywki Pucharu Polski 1992/1993 oraz mający na celu wyłonienie triumfatora tych rozgrywek, który został rozegrany 23 czerwca 1993 roku na Stadionie Śląskim w Chorzowie, pomiędzy GKS-em Katowice a rezerwami Ruchu Chorzów. Trofeum po raz 3. wywalczył GKS Katowice, który tym samym uzyskał prawo gry w Pucharze Zdobywców Pucharów 1993/1994.

## Droga do finału
| GKS Katowice                     | GKS Katowice                     | GKS Katowice                     | Runda       | Ruch II Chorzów | Ruch II Chorzów        | Ruch II Chorzów |
| Data                             | Przeciwnik                       | Wynik                            | Runda       | Data            | Przeciwnik             | Wynik           |
| -------------------------------- | -------------------------------- | -------------------------------- | ----------- | --------------- | ---------------------- | --------------- |
| Rozpoczął rozgrywki od IV rundy. | Rozpoczął rozgrywki od IV rundy. | Rozpoczął rozgrywki od IV rundy. | I runda     | 01.08.1992      | BKS Stal Bielsko-Biała | 1:0             |
| Rozpoczął rozgrywki od IV rundy. | Rozpoczął rozgrywki od IV rundy. | Rozpoczął rozgrywki od IV rundy. | II runda    | 12.08.1992      | Polonia Bytom          | 2:1             |
| Rozpoczął rozgrywki od IV rundy. | Rozpoczął rozgrywki od IV rundy. | Rozpoczął rozgrywki od IV rundy. | III runda   | 26.08.1992      | Raków Częstochowa      | 1:1 (k. 4:2)    |
| 21.10.1992                       | Górnik Pszów                     | 2:0                              | IV runda    | 21.10.1992      | Olimpia Poznań         | 1:0             |
| 11.11.1992                       | Wisła Kraków                     | 0:1 pd.                          | 1/8 finału  | 11.11.1992      | Miedź Legnica          | 2:1 pd.         |
| 10.03.1993                       | ŁKS Łódź                         | 1:0                              | Ćwierćfinał | 10.03.1993      | Wisłoka Dębica         | 1:0             |
| 24.03.1993                       | ŁKS Łódź                         | 0:0                              | Ćwierćfinał | 24.03.1993      | Wisłoka Dębica         | 2:0             |
| 07.04.1993                       | Legia Warszawa                   | 0:1                              | Półfinał    | 07.04.1993      | Śląsk Wrocław          | 1:1             |
| 24.04.1993                       | Legia Warszawa                   | 0:0                              | Półfinał    | 07.04.1993      | Śląsk Wrocław          | 4:1             |

## Tło
W finale Pucharu Polski 1992/1993 zmierzyły się ze sobą GKS Katowice, który w sezonie 1992/1993 zakończył rozgrywki ligowe na 8. miejscu, a rezerwami Ruchu Chorzów (pierwszy zespół zakończył udział w rozgrywkach w II rundzie), które sensacyjnie wygrywało z każdym ze swoim przeciwnikiem w tych rozgrywkach, jednak w decydującym meczu w barwach drużyny wystąpili zawodnicy z występującej w ekstraklasie pierwszej drużyny.

## Mecz

### Przebieg meczu
Mecz finałowy odbył się 23 czerwca 1993 roku o godzinie 18:00 na Stadionie Śląskim w Chorzowie. Sędzią głównym spotkania był Ryszard Wójcik.
Wynik meczu został otwarty w 37. minucie, po tym jak, bramkarza drużyny GieKSy, Janusza Jojko pokonał Mariusz Śrutwa.
W 51. minucie drużyna Niebieskich miała okazję podwyższyć wynik na 2:0, jednak Roman Dąbrowski trafił w samego Janusza Jojko, po czym drużyna GieKSy wyprowadziła kontrę i po błędzie obrony drużyny Niebieskich, Marian Janoszka pokonał bramkarza Piotra Lecha, doprowadzając tym samym do wyrównania na 1:1.
Po regulaminowym czasie gry był wynik 1:1, w związku z czym rozegrano dogrywkę, która również nie przyniosła rozstrzygnięcia, w związku konieczne było rozegranie serii rzutów karnych, w których wygrał GKS Katowice 5:4.

### Szczegóły meczu
| 23 czerwca 1993 18:00                                        | GKS Katowice · Janoszka 51' | 1:1 k. 5:40:1Raport                                  | Ruch II Chorzów · 37' Śrutwa | Stadion Śląski, Chorzów Widzów: 10 000 Sędzia: Ryszard Wójcik (Opole) |
|                                                              |                             |                                                      |                              |                                                                       |
|                                                              |                             | Rzuty karne                                          |                              |                                                                       |
| Janoszka · Szewczyk · Maciejewski · M. Świerczewski · Ledwoń |                             | Jendryczko · Gilewicz · Bednarz · Wagner · Dąbrowski |                              |                                                                       |

| GKS Katowice: |  |                       |              |      |
|               |  |                       |              |      |
| BR            |  | Janusz Jojko          |              |      |
| OB            |  | Adam Ledwoń           |              |      |
| OB            |  | Roman Szewczyk        |              |      |
| OB            |  | Krzysztof Maciejewski |              |      |
| OB            |  | Zdzisław Strojek      | Żółta kartka | 46'  |
| PO            |  | Marek Świerczewski    |              |      |
| PO            |  | Piotr Świerczewski    |              |      |
| PO            |  | Dariusz Grzesik       |              | 106' |
| PO            |  | Grzegorz Borawski     |              |      |
| NA            |  | Marian Janoszka       |              |      |
| NA            |  | Dariusz Wolny         |              |      |
| Zmiany:       |  |                       |              |      |
| PO            |  | Adam Kucz             |              | 46'  |
| PO            |  | Krzysztof Pawłowski   |              | 106' |
| Trener:       |  |                       |              |      |
| Adolf Blutsch |  |                       |              |      |

| Ruch II Chorzów:  |  |                    |              |     |
|                   |  |                    |              |     |
| BR                |  | Piotr Lech         |              |     |
| OB                |  | Piotr Mosór        | Żółta kartka |     |
| OB                |  | Grzegorz Wagner    |              |     |
| OB                |  | Tomasz Fornalik    |              |     |
| OB                |  | Mariusz Jendryczko |              |     |
| PO                |  | Michał Probierz    |              |     |
| PO                |  | Adam Posiłek       |              | 79' |
| PO                |  | Jacek Bednarz      | Żółta kartka |     |
| PO                |  | Mariusz Śrutwa     |              |     |
| NA                |  | Radosław Gilewicz  |              |     |
| NA                |  | Roman Dąbrowski    |              |     |
| Zmiany:           |  |                    |              |     |
| NA                |  | Waldemar Piecha    |              | 79' |
| Trener:           |  |                    |              |     |
| Ksawery Bibrzycki |  |                    |              |     |

| Puchar Polski w piłce nożnej 1992/1993 Zwycięzcy |
| ------------------------------------------------ |
| GKS Katowice 3. Tytuł                            |